# Роули, Стэнли
Стэ́нли Ру́перт Ро́ули (англ. Stanley Rupert Rowley; 11 сентября 1876, Янг — 1 апреля 1924, Мэнли) — австралийский легкоатлет, чемпион и трёхкратный бронзовый призёр летних Олимпийских игр 1900 года.
На Играх Роули участвовал в четырёх легкоатлетических дистанциях, и в каждой из них зарабатывал по медали.
Сначала 14 июля он соревновался в беге на 100 м. В первом раунде он занял второе место, и прошёл в полуфинал. В следующей стадии он снова занял второе место. Сразу в финал проходили победители полуфинальных гонок, а для занявших вторые и третьи места устраивался дополнительный забег, и лучший в нём становился четвёртым финалистом. В этой гонке Роули занял первое место, пройдя в заключительную гонку. В ней он занял третье место, получив бронзовую медаль.
15 июля он участвовал в состязаниях в беге на 60 м. Роули стал вторым в полуфинале, и в заключительном забеге снова стал третьим.
22 июля Роули участвовал в двух дисциплинах — в беге на 200 м и в командной гонке на 5000 м. В спринтерской гонке он сначала выиграл полуфинал, но затем снова оказался на третьей позиции в финале, став таким образом трёхкратным бронзовым призёром.
В командной гонке он участвовал не вместе с австралийцами, а вместе с британцами, и поэтому их результат приписывается Смешанной команде. Роули закончил ту гонку последним, но в итоге его команда на три очка опередила французскую сборную, и Роули смог стать олимпийским чемпионом.